# Siemienichina (wieś)
Siemienichina (ros. Семенихина) – wieś (ros. деревня, trb. dieriewnia) w zachodniej Rosji, w sielsowiecie katyrinskim rejonu oktiabrskiego w obwodzie kurskim.

## Geografia
Miejscowość położona jest w dorzeczu Sejmu (lewy dopływ Desny), 2 km od centrum administracyjnego sielsowietu (Mitrofanowa), 3 km na południowy zachód od centrum administracyjnego rejonu (Priamicyno), 20 km na południowy zachód od Kurska, 13,5 km od drogi magistralnej (federalnego znaczenia) M2 «Krym».
Klimat
Miejscowość, jak i cały rejon, znajduje się w strefie klimatu kontynentalnego z łagodnym ciepłym latem i równomiernie rozłożonymi opadami rocznymi (Dfb w klasyfikacji klimatów Köppena).

## Demografia
W 2010 r. wieś zamieszkiwały 132 osoby.